# 狂戀詩
《狂戀詩》為1968年出品的國語發音之有聲彩色電影，邵氏公司出品，由楊樹希導演執導，金漢、楊帆、胡燕妮主演。

## 故事大綱
大偉和小春是一對親生兄弟，但一個性格放浪，另一個則是含蓄。小春在舞會邂逅女子Judy，為之動情。大偉發現Judy有個年老丈夫，得知此秘密，大偉以此要脅，脅迫Judy和他幽會，自始Judy便周旋在三個男人之間，老丈夫給她物質上的滿足，大偉帶給她生活上的刺激，而小春則給了她真愛。

## 人物角色
| 角色名稱 | 演員   | 備註 |
| -------- | ------ | ---- |
| 朱大偉   | 金漢   |      |
| 朱小春   | 楊帆   |      |
| Judy     | 胡燕妮 |      |
| 江彼得   | 金峰   |      |
| Judy丈夫 | 李壽祺 |      |
| 朱母     | 馬笑英 |      |
| 朱父     | 胡同   |      |